# پوردنونه ۳۸۹۶
سیارک ۳۸۹۶ (به انگلیسی: 3896 Pordenone، نامگذاری:1987WB) سه هزار و هشتصد و نود و ششمین سیارک کشف شده‌است که در ۱۸ نوامبر ۱۹۸۷ کشف شد.
قدر مطلق سیارک برابر ۱۱٫۳۰ است.